# 모병제

국가별 병역 제도
모병제
모병제 전환 예정
징모혼합제(징병제와 모병제 혼용)
징병제
군대 없음
데이터 없음
(과거: 1968년 국가별 병역제도, 1985년 국가별 병역제도)

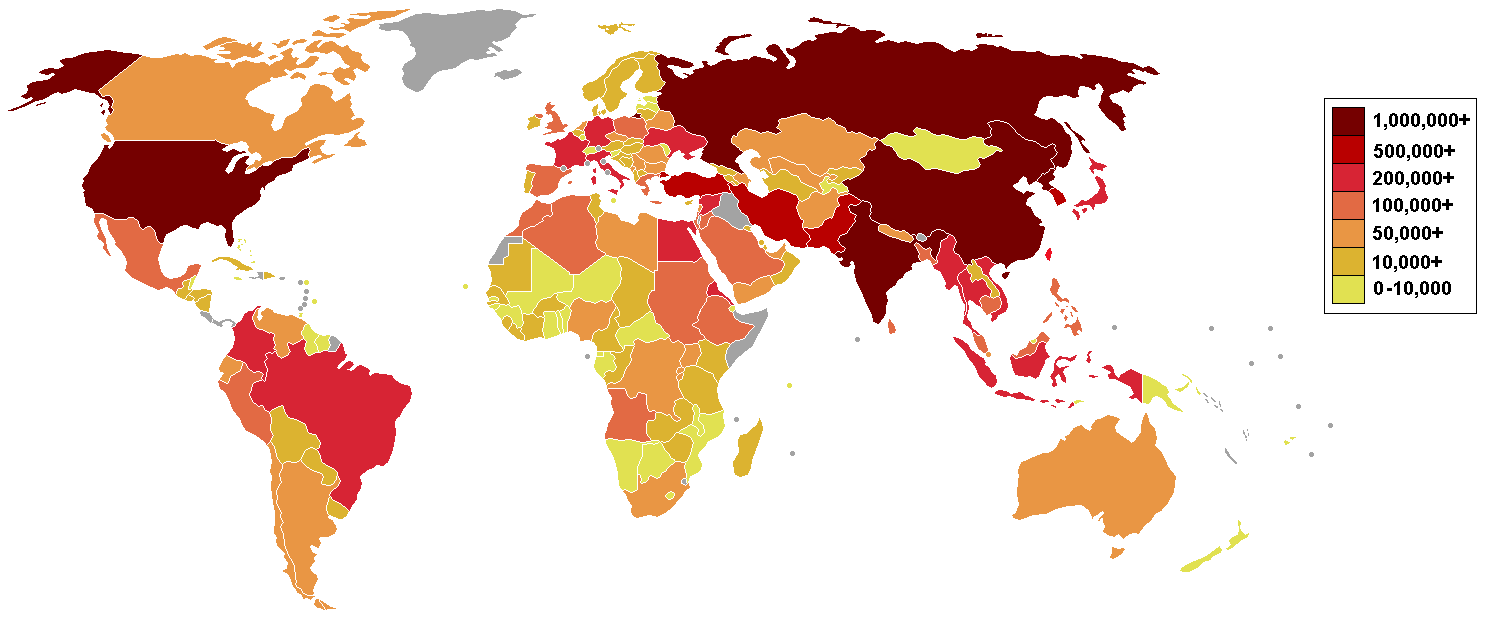
국가별 상비군 병력

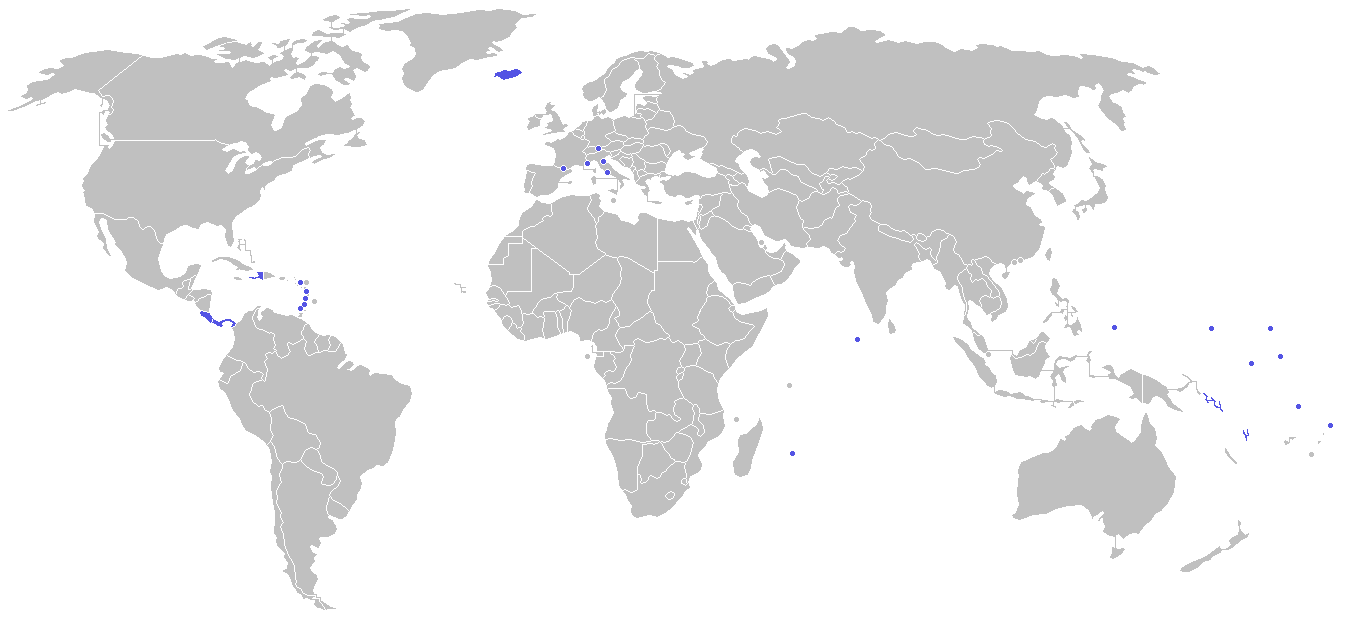
군대가 없는 나라, 보라색 표시

모병제(한국 한자: 募兵制, 영어: All volunteer military system)는 강제 징병하지 않고 지원자들로만 군대를 유지하는 병역제도다. 이와 반대되는 병역제도는 징병제다.
물론 군대가 없는 나라를 제외하고, 전시에는 모든 나라가 민간인을 징집할 권한을 가진다. 보호령이나 속령으로서 군대가 없고 타국에 국방을 일부 위임하여도, 자국이 자체적으로 준군사조직을 결성하여 방위하는 경우 모병제로 분류한다.

## 모병제의 장단점

### 장점
- 출산율의 영향을 덜 받는다.  대개 직업군인으로써 종신복무를 목표로 하는 인물들이 지원하기 때문이다. 특히 병-부사관이 연속체제로 잡힌 군대라면 꼭 신병을 반드시 확충할 필요성이 적어지기 때문에 별 영향을 받지 않는다. 실제로 모병제를 하는 자위대의 경우, 입대하는 사람은 적은 숫자이지만 한 번 입대하면 어지간해서는 제대하지 않으며 이로 인해 3조가 사장, 1사, 2사를 합친 인원보다 더 많으며 2조가 3조보다 인원이 더 많아서 반쯤 전군 간부화와 비슷한 형태가 되었다.

- 군복무 자체가 비지니스다. 병력 개개인이 자신의 상품성을 높이기 위해서 죽을 힘을 다해 복무한다. 일례로 프랑스 외인부대는 전 병력에 상품성이 존재하며 상품성이 높을수록 진급에 유리하다. 짬밥에 상관없이 오직 실적으로만 진급시킨다. 물론 싱가포르군처럼 직업병사 없이 총원이 징집병으로 채워지더라도 근평에 따라 진급이 이루어지는 구조가 있을 수 있고, 징병제 시절의 미군처럼 의무와 자원에 상관 없이 근평에 따른 진급유도, 과거 독일군의 사례처럼 직업병사의 신분 존재로 병사 계층에 대한 전문성 끌어올리기를 기대할 수 있긴하나 기본적으로 지원병은 징집병에게 기대하기 어려운 효과를 낼 수도 있다는 장점은 분명히 존재한다.

- 군대가 군대의 원래 용도대로 사용된다. 꼭 필요한 인원만 선발하기 때문에 필요 없는 일은 하지 않게 된다.

- 인재활용에 따른 사회적 비용부담이 없다. 오히려 직업을 제공하며 기술교육의 기능을 사용할 수 있다.

- 모병제는 교육/훈련 및 동기부여 측면에서 징병제에 비해 장점을 가질 수 있는 체계다

- 기업처럼 군대에서 꼭 필요한 인원만 선발하므로, 인재활용이 효율적으로 운영될 여지가 높다.

- 문제를 일으키는 인원을 걸러내기 쉬워진다. 애초에 능력이 부족하거나 인간성에 문제가 있는 자들은 사병 입대 시험에서 탈락하는 것이 모병제 군대의 입대과정이다. 일각에서는 모병제 병사의 기준이 징병제 장교의 기준보다 더욱 엄격하다는 주장을 하기도 한다. 기본적으로 징병제를 시행한다면 간부 특히 장교 자원이 복무부적합 판정을 받아도 병사로 다시 입대할 가능성이 크기 때문에 이를 사전에 차단하는데에는 효과적이다.

- 구타 가혹행위가 비교적 줄어 들 여지가 생긴다. 군 입대를 안 할 수 없는 징병제와는 달리 모병제에서 구타 가혹행위를 일삼았다간 아무도 입대하지 않으므로 상부에서 미리 나서 조치할 확률이 높다.

- 군인의 100%가 장기 복무 희망자이므로 복무에 대한 동기부여가 확실하다.

- 인권침해가 상당히 적어진다. 징병제와 다르게 군 입대에 대한 개인의 결정권을 박탈하는 사상적 모순의 여지가 없어지기 때문. (헌법 상 자유민주주의 국가의 경우) 자유민주주의 국가의 경우(특히 '자유'에 방점을 둔 자유민주주의인 경우), 군 입대에 대한 개인의 선택의 자유를 박탈하는 사상적 모순의 여지가 없어진다. 자유민주체제인 선진국이 안보여건 완화라든지 군 조직 구조조정 차원에 따라 모병제로 전환하는 건 이 때문이다.

- 경우에 따라서는 징병제보다 군대의 복무가 공평해진다. 선택적 징병제를 시행하는 나라에서는 기본적으로 모든 국민에게 병역을 부과하지만 모병제를 유지하기 위한 세금으로 즉, 노동과 납세의무 실천으로 병역의 의무를 수행하는 길을 남겨두는 것도 이유가 있다. 북유럽 국가들의 경우 병역이 곧 세금과 같은 인식이기에 병역을 거부하는 인원들에게 대체복무 기회를 많이 주거나 별도의 국방세를 납부하도록 하는 것이 그 이유이다.

- 장병복지가 매우 좋아질 여지가 생긴다. 복지가 좋지 않은 곳은 누구도 지원하지 않으려 들기 때문이다.

- 사병들의 피복, 보병장비, 개인장비, 장구류, 군장 등이 개선되며 군을 첨단화시킬 수 있다. 위의 복지 향상 이유와 궤를 같이한다.

- 징병제 하의 오합지졸 잡병집단에서 벗어나서 진정한 전투형 군대를 만들 수 있다. 다만 2014년 이전의 우크라이나군처럼 정부가 돈이 없어 어쩔 수 없이 징병제를 포기한 경우라면 이야기가 달라진다. 실제로 돈바스 전쟁 직전의 우크라이나군은 모병제로 전환하였음에도 제대로 된 보급을 받지 못해 장병 개개인이 전투복 특히 독일제 플렉탄 전투복을 사 입어야할 정도였다. 게다가 훈련 상태도 미비하여 그 당시 직업병사 개개인의 사기도 낮았다. 징모를 떠나 군대의 전투력과 사기는 국방비 편성에 크게 좌지우지된다.

- 군복무를 하면 안될 정도로 자질에 문제가 있는 인원의 유입을 차단하여, 각종 사건 사고를 미연에 방지할 수 있다. 각종 시험 및 인적성검사를 통해 경기도 연천 의무병 살인사건과 비슷한 사건을 일으킬 인원을 군입대에서 배제한다. 그러나 타국군의 사례처럼 입영률이 저조하여 경쟁의 의미가 없을 경우 지원이 곧 입대로 이어져 역설적이게도 질적저하가 일어 날 수도 있다.

- 미국 정부의 방위비 인상 요구에 대항할 수 있는 명분이 마련된다. 최근 국방과 관련한 최대이슈의 하나가 주한미군 주둔에 대한 우리의 비용분담 인상에 관한 것이다. 미국 대통령의 주문은 그동안 우리는 방위비를 미군에 전가하고 있는데, 이제 대한민국이 부자가 되었으니 그 비용을 인상하여 부담하여야 한다는 것이다. 요약하면 우리 방위비용을 우리가 제대로 지불하지 않고 대신 미국이 지불한다는 것이다. 우리가 방위비용을 아주 값싸게 지불하는 것은 징병을 통하여 거의 무보수로 대한민국의 젊은 청춘을 병역에 충당하기 때문이다. 미군의 병과 같은 수준으로 보수나 연금을 주지는 못할지라도 국민소득에 비례하여 적정한 보수와 연금을 지급하였다면 우리의 방위비 부담은 상상을 초월할 것이다. 이러한 비용을 외면하고 있으니 우리가 방위비를 미군의 비용으로 국방을 하는 것처럼 보이는 것이다. 이것은 지금까지 우리는 방위비를 정상적으로 지출하지 않고 있다는 것을 의미하는 것이다. 일반 병에 대한 낮은 보수와 연금 미지급은 부자가 된 대한민국이 여전히 외면하고 있는 방위비용인 것이다.
  - 인재의 활용에 따른 사회적 비용 부담이 줄어든다. 숨겨진 비용이라 잘 드러나지 않는 부분이지만, 징병제든 모병제든 사회가 치르게 되는 비용의 총합은 결국에는 엇비슷해지게 마련이다. 군의 유지비용을 판단하기 위해서는 단순히 직접 지출되는 병사 급여의 규모만 볼 것이 아니라, 노동력과 시간의 기회비용까지 함께 감안해야 한다.
- 군 입대 기피를 위한 조직적 비리인 병역비리가 원천적으로 존재하지 않는다. 2차 세계대전 패전 이전에는 그런 현상이 있었지만 패전 이후(1945년 이후)에는 구 일본군 해체로 징병제가 폐지되어 그런 비리가 없는 일본과 2차 세계대전 개전 이후부터 베트남전 기간 동안에는 그런 현상이 있었지만 베트남전 후반기 이후(1973년)에는 징병제가 폐지되어 그런 비리가 없는 미국을 보면 알 수 있다.
- 급여 및 모병 비용이 많이 소요되나 효용성 측면에서의 훈련비용은 감소한다.(사실무근, 돈바스 전쟁 직전의 우크라이나군 실태 사례가 버젓이 존재. 미군이 실전경험이 많다 보니 이를 상쇄하는 것이고, 이런 실전적인 훈련에는 막대한 비용이 든다. 단순히 모병제라고 체계적인 교육훈련이 이루어지지 않는다면 지금의 러시아군 계약병들처럼 실상은 군복무만 오래한 오합지졸이 될 가능성 역시 존재함) 비용적인 측면에서도 종합적으로 역시 장점으로 작용된다.
- 병력을 끝없이 선발하지 않으며 필요한 만큼만 선발하기 때문에 능숙한 인원을 고의로 제대시킬 필요가 없다. 이는 징병제에는 절대 없는 매우 큰 장점으로 군 인력 전문화에 반드시 필요한 부분이다.
- 최소 2년 이상 군복무를 하므로 부사관과 병의 전문성을 강화시킬 수 있다. 모병제 시 외국의 근무기간은 짧은 순으로 미국은 최소 2년, 현재 한국의 전문하사는 3년, 1960년대 이전 영국과 프랑스군은 5년이다. 현 러시아군은 징집병 복무기간을 1년으로 줄이고 지원병의 모집을 올리기 위해 기존 3년에서 2년으로 줄였다. 미군의 징병제 폐지 전 베트남 전쟁 당시 복무기간은 1년이었다. 특히 5각 편제로 운용하는 기계화 부대에서는 실력있는 부사관과 병이 반드시 있어야 한다. 대체로 징병제보다 길게 복무할 것을 상정하고 모집하기 때문에 부사관/병의 전문성은 강화될 수 밖에 없다.  특히 현대 장비들은 숙련도와 정통성이 매우 중요하다. 미군의 사례를 들자면 병과 위, 영관급 장교로 복무한 서진규 씨가 쓴 나는 희망의 증거가 되고 싶다, 희망을 보면 사용자인 군에서 직업군인들에게 외국어(일본어) 교사 고용(서진규씨가 주일 미군에서 정치외교전문가로 근무할 수 있도록)을 지원한 이야기가 나온다. 장기간 복무 덕분에 이 기간 동안 자기개발 지원으로써 장병들이 전문성을 익힐 수 있는 것.
- 징병제는 병역자원이 너무 많아, 일부 병역자원은 사회복무를 시키는 등 본래 목적과는 전혀 상관없는 곳에 사용되는 경우가 발생한다. 징병제 시절의 독일연방군, 현재의 노르웨이, 스웨덴, 핀란드는 대체복무를 폭 넓게 적용하였는데 많은 젊은이들이 현역보다는 대체복무를 택하고 있는 것이 현실이다. 군대유지를 위해 징병제를 택하고 있지만 인권보장과 관련하여 대체복무가 병행되다보니 입영자원들이 국방과 전혀 상관없는 분야로 배치 받기 때문. 이는 쓸데없는 유지비용 증가와, 병역자원 개개인에 대한 기회비용의 증가로 전체 사회적비용 추가지출로 이어진다. 하지만 모병제는 필요인원만 선발하기 때문에, 군대와 전혀 상관없는 곳에서 추가지출이 발생하지 않는다는 장점이 존재한다.
- 군대 내부에서 오직 군사 훈련에만 전념할 수 있게 된다. 징병제의 경우 병력들에게 온갖 핑계를 대서라도 어떻게든 일을 시키고 어떻게든 없는 성과를 억지로 만들어내야 하지만  모병제 군대에서는 오직 군대의 업무만을 강조하고 거기에 맞게 인원을 선발하므로 군대가 군사 훈련만 전념할 수 있게 된다.
- 쿠데타가 일어날 가능성이 원천봉쇄된다. 일례로 1961년, 1979년, 2024년의 대한민국, 1973년의 칠레, 1976년의 아르헨티나, 2021년의 미얀마 모두 군사반란이 일어난 그 순간의 병역이 징병제이다. 징병제는 군대에 입대하지 않는 게 위법행위이기 때문에 군대가 무슨 짓을 하든 병력이 충원되지만 모병제일 경우 쿠데타를 일으키면 이에 가담하기 싫다는 이유로 청년들이 군대에 입대하지 않기 때문에 모병제에서 쿠데타를 일으킬 수 없다.
- 사병의 장교 진출이 쉬워져 사병 따로 장교 따로 노는 일이 없어진다. 모병제는 특정 인원이 군복무를 오래 하는 반면 징병제는 많은 인원이 군복무를 짧게 하는 방식이기 때문에 사병의 장교 진출이 필연적으로 어려워진다. 모병제의 경우 동일한 인원이 오래 복무하기 때문에 사병으로 오래 복무하다가 장교로 진출하는 사람이 많이 생기며 그로인해 사병과 장교의 단합이 매우 잘 된다.

### 단점
- 없음

## 전 세계 지역별 모병제 시행 국가 목록
- 가나다 순
- 모병제는 군대에 본인의 지원에 의해 입대하여도, 인건비와 기타 훈련비용으로 인해 최소 근무기간을 규정하는 경우가 대다수이다.
- 징병제/모병제, 징병대상, 복무기간 등에 관한 정보는 CIA WORLDFACT BOOK을 참조하였다.[1]

- 선택적 징병제나 민병제, 비전투병 복무 모두 징병제를 시행하는 국가로 간주한다. 단, 헌법에 국민개병제를 명시할 뿐 평시에는 어느 누구도 징병하지 않을 경우, 모병제로 간주한다.

- 상비군/예비군/유사군별 병력 순 나라 목록은 병력에 따른 나라 목록을 참조할 것. 인구 1,000명 당 상비군의 수는 징병제 국가의 현역병 징병율을 나타낸다. 복무기간이 짧으면서 현역병 징병율이 높을수록 사회의 선진화와 국가의 행정 집행력 또한 높다고 볼 수 있다.

- 보호령이나 속령으로서 군대가 없고 타국에 국방을 일부 위임하여도, 자국이 자체적으로 준군사조직을 결성하여 방위하는 경우 모병제로 분류한다.

- 징병제가 전 세계적으로 폐지되어가는 후진적 제도이므로 추후 모병제 항목의 국가의 수가 증가할 수 있다. 실제로 독일의 경우 2011년까지 이 항목에 존재했다가 2011년 7월 1일 징병제 폐지로 모병제 항목에 추가되었다.

### 징병제 폐지 현황
세계적으로 징병제 폐지 연혁은 아래와 같다.
1. 트리니다드 토바고 : 1866년 폐지
2. 수리남 : 1878년 폐지
3. 페루 : 1880년 폐지
4. 가이아나 : 1881년 폐지
5. 바하마 : 1885년 폐지
6. 네팔 : 1887년 폐지
7. 프랑스령 기아나 : 1888년 폐지
8. 바베이도스 : 1896년 폐지
9. 라이베리아 : 1899년 폐지
10. 르완다 : 1900년 폐지
11. 아랍에미리트 : 1900년 폐지 (2014년 부활)
12. 앤티가 바부다 : 1900년 폐지
13. 오스트레일리아 : 1901년 폐지
14. 보츠와나 : 1905년 폐지
15. 뉴질랜드 : 1907년 폐지
16. 오만 : 1919년 폐지
17. 사우디아라비아 : 1923년 폐지
18. 레소토 : 1930년 폐지
19. 브루나이 : 1930년 폐지
20. 우루과이 : 1931년 폐지
21. 시에라리온 : 1933년 폐지
22. 부탄 : 1938년 폐지
23. 잠비아 : 1940년 폐지
24. 예멘 : 1944년 폐지
25. 캐나다 : 1945년 폐지
26. 일본 : 1945년 폐지
27. 인도 : 1947년 폐지
28. 말라위 : 1955년 폐지
29. 피지 : 1955년 폐지
30. 스리랑카 : 1957년 폐지
31. 니카라과 : 1958년 폐지
32. 지부티 : 1958년 폐지
33. 도미니카 공화국 : 1960년 폐지
34. 몰타 : 1960년 폐지
35. 온두라스 : 1964년 폐지
36. 카메룬 : 1964년 폐지
37. 나이지리아 : 1966년 폐지
38. 에스와티니 : 1966년 폐지
39. 가나 : 1974년 폐지
40. 벨리즈 : 1977년 폐지
41. 케냐 : 1977년 폐지
42. 감비아 : 1978년 폐지
43. 세인트키츠 네비스 : 1983년 폐지
44. 몰디브 : 1988년 폐지
45. 벨기에 : 1992년 폐지
46. 남아프리카 공화국 : 1994년 폐지
47. 아르헨티나 : 1995년 폐지
48. 프랑스 : 2001년 폐지
49. 스페인 : 2001년 폐지
50. 슬로베니아 : 2003년 폐지
51. 포르투갈 : 2004년 폐지
52. 헝가리 : 2004년 폐지
53. 체코 : 2004년 폐지
54. 아프가니스탄 : 2005년 폐지
55. 루마니아 : 2006년 폐
56. 북마케도니아 : 2006년 폐지
57. 몬테네그로 : 2006년 폐지
58. 슬로바키아 : 2006년 폐지
59. 이탈리아 : 2006년 폐지
60. 라트비아 : 2007년 폐지
61. 레바논 : 2007년 폐지
62. 이라크 : 2007년 폐지
63. 에콰도르 : 2008년 폐지
64. 폴란드 : 2008년 폐지
65. 불가리아 : 2008년 폐지
66. 말레이시아 : 2009년 폐지
67. 칠레 : 2009년 폐지
68. 필리핀 : 2009년 폐지
69. 스웨덴 : 2010년 폐지
70. 세르비아 : 2010년 폐지
71. 크로아티아 : 2010년 폐지
72. 알바니아 : 2010년 폐지
73. 노르웨이 : 2011년 폐지
74. 독일 : 2011년 폐지
75. 엘살바도르 : 2011년 폐지
76. 인도네시아 : 2011년 폐지
77. 모리타니 : 2012년 폐지

### 아시아·오세아니아
1. 네팔 : 힌두교의 교리를 더럽힌다는 이유로 1887년부터 징병이 금지. 18세부터 입대 가능하나, 별도 군사훈련은 15세부터 가능하다.
2. 뉴질랜드 : 1790년부터 1907년까지는 징병이었으나, 1907년 식민지에서 독립 직후 모병제. 17세부터 입대 가능하나, 18세 미만은 부대 배치(deployed)될 수 없다.
3. 동티모르 : 18세부터 모집함. 과거 포르투갈 식민지 때 폐지.
4. 레바논 : 2007년 2월 10일 미셸 술레이만이 레바논 의회의 징병제 폐지 법안을 통과시킴으로써 모병제로 전환. 18~30세 대상 모병.
5. 말레이시아 : 18세 이상 지원 받음. 2009년 1월 1일부터 징병제 폐지. 그전에는 남녀 모두 6개월. 추첨으로 선발하였음.
6. 몰디브 : 서울 올림픽 출전 선수단과 종교법을 지키려는 무슬림들의 데모로 인해 폐지. 18세 이상 지원 받음.
7. 방글라데시 : 유사시에는 징병이 가능하나, 지금까지 시행된 적 없음.
8. 부탄 : 1938년 라마교의 교리에 의해 징병제 폐지
9. 브루나이 : 무슬림의 큰 데모로 1930년 11월 25일 오전 10시부터 징병제 폐지. 다만 말레이인은 군인이 될 수 없다.
10. 사우디아라비아 : 이슬람교의 종교법상 징병을 할 수 없어 1923년부터 폐지. 18세부터 입대 가능. 원유 수출로 번 외화로 방글라데시 등 타국 무슬림들로 구성된 용병을 고용하고 있다.
11. 스리랑카 : 힌두교의 교리를 지키려는 타밀족들과 이슬람교의 교리를 지키려는 무슬림의 데모로 1957년 12월 25일 폐지. 18세부터 모병하며, 최소 5년 이상 근무하여야 한다.
12. 아랍에미리트 : 18세부터 입대 가능. 해군사관학교는 16~22세까지 가능.[2]
13. 예멘 : 1944년부터 폐지. 통일 이후로 징병제 시행한 적 없음. 18세부터 입대 가능. 복무 기간은 2년 간 의무임.[3]
14. 오만 : 이슬람교 신자가 많아 종교법을 지키기 위해 1919년부터 폐지(당시 보호국). 18~30세를 대상으로 모병함.
15. 오스트레일리아 : 1770년에서 1901년까지 영국 제국의 식민지, 1901년부터 모병제를 시행하여, 1, 2차 세계대전때도 따로 징병하지 않았음. 현재도 여성은 비전투병으로만 모병함.
16. 요르단 : 모병제로 분류됨. 종교법상 징병을 하지 못한다는 이유로 1905년부터 폐지하였었음(식민지 시절 팔레스타인·에레츠 이스라엘에 예속되어 트란스요르단으로 불렀음). 이후 독립 이후 18세 이상을 대상으로 부활하였다 1999년부터 지금까지 시행 중단. 단, 37세까지는 징병 대상으로 등록해야 함. 2007년 7월부터 직업 교육 차원에서 중등교육에 교련을 시행하고 있음. 한편 17세를 대상으로 모병함. 여성은 본인 지원에 의한 직업군인으로서 비전투병으로만 가능.
17. 이라크 : 2007년부터 모병제로 전환
18. 인도 : 1947년 영국으로부터 독립한 직후 모병제 확립. 그 이후에도 방글라데시, 미얀마, 파키스탄 등과 국경을 접하여 사회 환경이 불안정하나 인구가 12억 명을 넘어 너무 많은 남성을 징병하기 어려울 뿐 아니라 종교와 언어가 다양하여 모병제를 유지하고 있다. 16세부터 모병하며, 여성은 비전투병에 한정하여 모병.
19. 인도네시아 : 유도요노 전 대통령에 의해 2011년 8월 1일부터 모병제 시행
20. 일본 : 제2차 세계대전(태평양 전쟁, 대동아 전쟁) 패전과 일본의 무조건 항복에 따른 일본군 해체에 의해 1945년 징병제 폐지. 자위대 설치 이후 현재까지 모병제
21. 중화인민공화국 : 2011년 7월 1일부터 모병제 시행. 2년 복무. 인구가 2016년 기준 약 13억 7천만 명으로, 18~24세를 대상으로 선택적 징병제가 원칙이나 모병제 시행. 대학생의 경우 남녀 모두 1주일 가량의 기초군사교육만 시행한다. 한편 18~22세를 대상으로 징병하였다. 장교는 지원자만 가능하다. 직업군인은 최소 제한연령이 없다. 18~19세의 중등교육을 이수한 여성은 특정 병과에 배정. 최근 들어 전투병과에도 배치.[4]
22. 캄보디아 : 18세 이상 모병. 징병제 시행 유예[5]
23. 키리바시 : 군대를 보유하지 않으며 경찰과 해안경비대가 임무를 대신한다. 16~55세 대상으로 모병한다. 키리바시는 군대가 없으므로 이 때는 경찰과 해양경비대에 모집.[6] 징병제 시행 당시에는 ‘체대역’이라는 대체복무도 존재했다.
24. 통가 : 18세부터 모병함.
25. 파키스탄 : 인도에서 분리 독립 이후 이슬람교의 종교법에 의해 모병제로 전환. 17~23세를 대상으로 모병하고 있다. 18세 미만 군인은 전투에 투입될 수 없다. 2009년부터 여성도 공군과 해군의 파일럿과 수병으로서 모집하고 있다.
26. 파푸아뉴기니 : 오스트레일리아에 의해 징병 금지. 16세부터 부모의 동의하에 입대 가능하다.
27. 피지 : 영국인과 원주민이 국기를 들고 큰 데모를 하여 1955년 폐지. 18세부터 입대 가능함. 이후 예비군으로 45세까지 근무해야 함.
28. 필리핀 : 2009년부터 모병제로 전환

### 유럽
- 영국은 1차 대전 발발 당시부터 2차 대전이 종전할 때까지 30년 동안만 징병제를 실시했을 뿐 사실 오랫동안 모병제의 근간을 유지해왔다. 이는 기타 앵글로색슨계 국가에서도 비슷하다. (양차 대전 이후 유럽 대륙계 국가보다 먼저 징병제를 폐지한 것을 보면 알 수 있다.) 반면에 유럽 대륙계 국가에서는 근대 국가의 출현과 동시에 징병제가 시작되었으며, 현재는 거의 모든 유럽 나라들은 최근에 징병제를 폐지하였다. 동유럽 국가들은 EU 가입과 동시에 모병제로 전환하였다.
- 유럽의 경우 2000년대 이후로 동구권 국가들이 북대서양 조약 기구(NATO)와 유럽 연합(EU) 가입을 조건으로 헌법 상으로는 아직 존재했으나 실제로는 모병제로 전환한 경우가 많다.

1. 네덜란드 : 1997년 모병제로 전환. 1993년부터 1996년까지 단계적으로 징집을 중단했다.[7]
2. 독일 : 2010년 12월 15일부터 징병제 시행을 유예(사실상 폐지), 이후 2011년 7월 1일 법적으로도 완전 폐지하였다.[8][9] 과거 현역과 사회복무(Zivildienst) 모두 6개월. 현역병은 3개월의 기초군사교육, 2개월의 병과별 후반기교육, 1개월의 자대 부대 근무로 이루어져 있었다. 1956년 처음 시행되었으며 1962년 쿠바 미사일 위기 때 최대 1년 6개월로 연장된 이후부터 계속 단축되었다. 동독과 서독으로 분단된 시기에도 양심적 병역거부자들에 대한 대체복무제를 허용하였다. 1955년 독일 연방군 창군이래 군복무 기간은 12→15→18→15→12→10→9→6개월이었다. 2005년 이전까지는 현역병의 복무기간이 사회복무(Zivildienst)보다 1~5개월 더 짧았다(1980년대 말 냉전 말기 제일 차이 남). 현재 러시아가 소련이 해체된 이후 지금까지 1년의 징병을 유지하고 있는데다, 독일 연방군이 통합군으로의 군 개편이 아직 완료되지 않았기 때문에 계속 징병제를 유지하고 있었다. 통합군의 병력은 2012년 이후 21만 명, 2020년 이후에는 15만 명으로 줄일 예정이다. 종래 제1차 세계대전에서 패전한 후 맺어진 베르사유 조약에 의해 오스트리아와 같이 1919년에서 1935년 사이의 16년 동안에는 징병제를 폐지했으나 아돌프 히틀러에 의해 다시 부활했다. 18세부터 입대 가능하였다. 의무복무기간 동안 징집병들에게는 무료 의료혜택과 교통비가 지급되었다. 기본적으로 징집병들에게는 계급별로 1일 당 9.41 유로~10.95 유로(13,900 원~16,200 원)씩 지급되었다. 이 외출장비(외박, 휴가용) 등 보너스도 지급되었다. 근무하지 않는 날도 동일하였다. 토-일요일을 제외하면 한달에 최소한 30만~35만원 정도를 받았다. 순수하게 수당만을 따진 것이니 실제 주어지는 혜택은 이보다 더 많다고 봐야했었다. 현역병 징병검사 기준이 굉장히 까다롭기에 가능하였다. 징병제 당시 독일은 극우파의 입대를 금지했다.
3. 라트비아 : 2004년 5월 1일 유럽 연합에 가입한 이후에도 징병제를 유지하다가 헌법 개정으로 2007년 1월 모병제로 전환. 18세 이상을 대상으로 모병하며, 모든 시민권자들은 평생동안 군대에 근무할 자격이 있음. (외국인 입대 금지)
4. 루마니아 : 1989년 차우셰스쿠 정권이 민중들의 혁명으로 붕괴하고 1994년, 1998년 월드컵 출전 축구선수들과 시민들의 잇따른 데모로 2006년 1월 모병제로 전환하였다. 과거 여성도 징병되었었다. 현재 18~35세 남녀 모두 입대 가능하다. 최소 5년, 이후 3년 단위로 36세까지 근무할 수 있다.
5. 룩셈부르크 : 벨기에가 이 곳을 지배할 때부터 현재까지 벨기에의 영향으로 징병제 금지. 17~25세 대상으로 모병하나, 18세 미만은 해외 파병이나 전투병이 될 수 없다. 룩셈부르크 시민권자, 또는 유럽 연합 시민권자 중 룩셈부르크 3년 이상 거주자만 입대 가능. (기타 외국인 입대 금지)
6. 리투아니아 - 유럽연합(EU)과 북대서양조약기구(NATO) 가입으로, 사실 상 폐지하였다. 과거 1년 복무. 남성은 16세부터 징병 대상으로 등록해야하며, 19~26세를 대상으로 징병되었다. 직업군인은 18세부터 (여성 포함) 가능하다.
7. 마케도니아 공화국 : 헌법 개정으로 징병제가 폐지되어 2006년 모병제 확립. 18세 이상 대상으로 모병.
8. 몬테네그로 : 2006년 8월 구 세르비아 몬테네그로에서 독립한 이후 모병제로 전환하였다.
9. 몰타 : 영국에 의해 1960년 11월 징병제 금지. 17.5세 이상을 대상으로 모병.
10. 벨기에 : 의회가 징병제 폐지 법안을 통과시켜 1992년이래 징병제를 중단하였다.
11. 보스니아 헤르체고비나 : 의회의 징병제 폐지 법안 통과에 따른 헌법 개정으로 2006년 1월 모병제 전환.
12. 불가리아 : 2007년 징병제 폐지를 전제로 하여 유럽 연합에 가입한 후 헌법 개정으로 2008년 1월부터 모병제 실시. 해군과 공군은 2006년 말부터 징병자원을 받지 않았음.
13. 산마리노 : 16~55세를 대상으로 모병. 정규군은 없으나, 자원으로 입대한 군대 조직이 의장대나 경찰, 국경수비를 함.
14. 세르비아 : 2010년 12월 15일부터 모병제로 전환함(독일과 동시). 종전의 복무기간은 6개월. 대체복무는 9개월이다. 19~35세 대상 징병하나, 전시 관련 비상사태때는 16세부터 징병가능하다. 예비역으로는 남성은 60세, 여성은 50세까지이다. 보리스 타디치가 마르코 츠베트코비치의 징병제 폐지 법안을 통과시켜 2010년 이후 폐지할 계획이었다.[10]
15. 슬로바키아 : 체코와 슬로바키아 모두 모병제로의 전환을 전제조건으로 하여 유럽연합(EU)과 북대서양조약기구(NATO) 가입으로, 사실상 폐지하였다. 2004년 5월 1일 모병제로의 전환을 전제로 유럽연합(EU) 가입 이후인 2006년에 이반 가슈파로비치가 의회의 징병제 폐지 법안을 통과시켜 모병제로 전환. 17~30세를 대상으로 모집한다. 여성도 입대 가능하다.
16. 슬로베니아 : 2004년 유럽 연합 가입 이전인 2003년에 다닐로 튀르크가 의회의 징병제 폐지 법안을 통과시켜 모병제로 전환. 만 18세부터 자원입대 가능.
17. 아일랜드 : 1차 대전 초기에는 징병제를 시행하지 않았으나 1918년 영국정부가 아일랜드까지 징병제를 확장하려고 하였음. 비록 시행되지는 않았으나 이것은 결국 아일랜드가 영국으로부터 독립하고자 하는 움직임을 가속화 시킴. 영국으로부터 독립한 이후 아일랜드군은 모병제.[11]
18. 알바니아 : 2010년 모병제로 전환.
19. 스페인 : 2001년 폐지. 징병제 폐지 이전 현역병과 대체복무 복무기간은 9개월. 징집자 대부분은 대체복무를 했음.
20. 영국 : 1960년 모병제로 전환. 제1차 세계대전 이전에는 징병제의 경험이 전무함. 16~33세를 대상으로 모병한다. (장교는 17~28세). 단 18세 이하는 부모의 허락을 받아야한다. 여성은 육상 전투와 해군 일부 특기에 배정되지 않는다. 2009년 10월 기준 여군은 장교의 12.1%, 부사관과 병의 9%를 차지한다. 입대하려면 영국연방이나 아일랜드의 시민권자여야 한다. (기타 외국인 입대 금지) 예비군은 3년 이상 근무하여야 하며, 45~55세까지 등록되어있다. 한편, 네팔 국적의 구르카 부대로는 16세부터 입대 가능하다. 파푸아뉴기니 국적의 자원입대는 16~34세 대상이다. 영국은 왕족의 경우 선대에 관례에 따라 입대한다.
21. 이탈리아 : 2005년 1월부터 폐지. 18~27세까지 자원입대 가능하며, 여성도 모든 병과에 지원 가능하다. 과거 복무기간은 10개월이었다.
22. 체코 : 2004년 징병제 폐지.[12]
23. 크로아티아 : 폴란드와 마찬가지로, 2008년 모병제로 전환.[13]
24. 포르투갈 :  2004년에 폐지되었다. 현재 18세부터 자원입대 가능하다. 여성도 해군 함정까지 승선 가능하나, 일부 전투 병과에서는 근무할 수 없다. 한편 예비군으로도 35세까지 근무해야 한다.
25. 폴란드 : 사실상 2008년부터 폐지하여 2009년 1월 31일부터 시행하지 않는다. 유럽연합(EU)과 북대서양조약기구(NATO)의 요구조건에 맞추기 위해 폐지하였다. 2012년 이후 헌법 상 모병제로 전환된다. 종래 9개월로, 이후 50세까지 예비군. 2005년 이전에는 1년이었다. 2004년 18~28세의 남성이 징병되며, 여성도 병역의무를 졌다. 징모혼합제를 시행하였다. 병으로서 병역의무를 수행한 후에야 직업군인(부사관이나 장교으로 장기 지원이 가능하다. 2004년 4월부터 여성도 부사관과 장교에 한해 자원 입대 가능하다.
26. 프랑스 : 1996년 징병제 폐지. 징병제 폐지 이전 현역병 복무기간은 10개월. 또한 다양한 대체복무제도가 존재해 전체 징집대상자 중 약 3분의 2가 대체복무를 했음.
27. 헝가리 : 2004년 5월 1일 유럽 연합 가입 이후 쇼욤 라슬로가 의회의 징병제 폐지 법안을 통과시켜 모병제로 전환. 18~50세를 대상으로 모병하며 최소 6개월 근무.

### 북아메리카
1. 니카라과 : 원주민들과 로마 가톨릭교회 신도들의 시위로 1958년 12월 3일 폐지. 17세부터 입대 가능하고, 1년 6개월~3년 간 근무.
2. 미국 : 베트남 전쟁 당시 남베트남으로부터 철군한 1973년 1월 1일부터 시행. 미군의 징병제 폐지 전 베트남 전쟁 당시 복무기간은 1년이었다.
3. 벨리즈 : 영국의 영향으로 1977년 12월부터 폐지하였다. 다만 신병이 목표치에 이르지 않으면 징병제를 시행할 수 있으나, 지금까지 한번도 시행된 적은 없었다. 이 때, 징집병은 모집병의 1/3으로 제한되어 있다.
4. 바베이도스 : 1896년 3월 폐지.
5. 바하마 : 1885년 11월 폐지.
6. 도미니카 공화국 : 원주민들과 야구 선수들의 시위로 1960년 8월 폐지.
7. 도미니카 연방 : 군대 해산 이전에는 모병제. 이 때는 군대 대신 전투경찰에 모집.
8. 세인트키츠 네비스 : 1983년 독립 이후 모병제 시행. 18세 이상 입대 가능
9. 앤티가 바부다 : 1900년 1월 폐지.
10. 온두라스 : 원주민들의 큰 시위로 1964년 11월 15일 폐지. 18세부터 2~3년간 근무하는 조건으로 모병함.
11. 자메이카 : 흑인들의 큰 데모와 횃불 시위로 폐지. 18세부터 입대 가능. 부모 동의에 의해 나이가 더 어린 신병을 모병함.
12. 캐나다 : 1790년부터 영국의 식민지 (이 이전에는 프랑스의 식민지)여서 군대가 없고, 1931년 독립한 후 모병제가 확립되었다. 이후 2차대전 중 1942년 징병제를 시행하다가 종전 이후 폐지되었다. 지금까지 종주국인 영국 국왕 조지 6세에 의하여 국민개병제도 금지되어있다. 호주나 뉴질랜드 등 대부분의 영연방국과 마찬가지로 대통령(최고 통수권자)가 없다. 근무기간은 3~9년이다. 시민권이나 영주권 자 중 34세 이하만 지원 가능하다. 16세부터 예비군과 군사 대학 입학생을 받으며, 17세부터 부모의 허락으로 입대 가능하다.

#### 미국의 병무 역사
- 1973년 이후로  미국은 모병제 (전시에 한하여 징병제)이다.
  - 미군의 징병제 폐지 전 베트남 전쟁 당시 복무기간은 1년이었다.
  - 1783년 첫 징병제 시행 당시에는 18~35세의 독신 백인 남성만 징병되어, 결혼한 백인 남성은 병역이 면제되었다. 그 당시 흑인 남성들은 남부의 노예주에 사는 백인들의 노예로 일하였기 때문에 징병되지 않았다. 1차 세계대전, 2차 세계대전때도 독신 남성만 징병되어 기혼자는 병역이 면제되었다. 이외에도 장남의 경우 병역이 면제되었다.
  - 또한 징집병은 예비군에 복무하지 않았다. 징병제를 시행할 당시 종교적 사유의 양심적 병역거부자와 신체적 부적합자에 대해 대체복무제를 시행하였다.
  - 남북전쟁 중인 1862년 징병법을 개정해 20세에서 45세까지의 전 북부 백인 남성들을 징병하고 복무기간은 3년으로 규정하였으나 군대에 가기 싫은 사람은 그 당시 300달러의 병역세를 납부하게 하였다.
- 1973년 1월, 베트남에서의 철군 직후  닉슨 대통령에 의해 모병제로 전환하였다.

- 현재 미국 정부는 만 18세에서 만 25세에 해당되는 시민권자, 영주권자에 대해 선택적 징병 대상자 목록(Selective Service Registration)에 등록할 것을 요구한다. -단 강제는 아님-

- 18세부터 입대 가능하며, 17세는 부모의 허락이 있어야한다. 남녀 모두 입대할 수 있다. 최대 입대 제한연령은 육군은 42세, 해군은 34세, 해병대는 28세, 공군은 27세이다.
- 현역으로서 육군은 2~5년, 해군은 2년, 공군과 해병대는 4년 이상 근무하여야하며, 모든 경우 예비군과 주방위군을 포함하여 최소 8년 이상 근무하여야 한다.

### 남아메리카
1. 가이아나 : 1881년 9월 영국의 영향으로 폐지. 18~25세 대상 모병.
2. 수리남 : 1878년 원주민들의 데모로 폐지. 18세부터 입대 가능하다. 단, 크레올 집단은 입대에서 거의 제외된다.
3. 아르헨티나 : 포클랜드 전쟁 패전과 레오폴드 갈티에리 대통령의 퇴임 이후 실시된 헌법 개정에 의해 모병제로 전환.
4. 에콰도르 : 2008년 에콰도르 의회의 헌법 개정 이후 모병제로 전환함. 종래 1년 (선택적 징병제) 20세부터 징집하였으나 아구스틴 델가도 등을 주축으로 하는 데모대의 잇따른 데모로 징병제를 폐지하였다.[14]
5. 엘살바도르 : 2011년 8월 1일부터 모병제 시행
6. 우루과이 : 월드컵에 출전한 축구선수들의 큰 데모로 1931년 폐지하였다. 이후 평시에는 이름만 자발적으로 등재하지만 위기 사태시 정부가 징병할 권한이 있음. 18~30세를 대상으로 모병하나 기술 보유자의 경우 40세까지 가능. 입대하려면 최소 6년 이상의 교육을 받아야한다. 그럼에도 불구하고 군인의 비율이 높다.
7. 트리니다드 토바고 : 영국령 당시인 1866년, 국민들의 큰 데모로 폐지. 18세부터 입대 가능하며, 16세부터는 부모의 허락이 있으면 가능.
8. 칠레 : 2009년 모병제로 전환. 자원입대는 18~45세부터 남녀 모두 가능하나 징병제 시행 가능하다. 육군 1년, 해군과 공군은 1년 10개월. 18~45세 남성을 대상으로 징병.[15]
9. 페루 : 1880년대 남미인들의 큰 시위로 폐지. 18~30세 남녀 모두 입대 가능하다.
10. 프랑스령 기아나 : 1888년 7월 프랑스의 영향으로 폐지. 이 곳은 군대가 없어 모병도 프랑스에 모병된다.

### 아프리카
1. 가나 : 아크라에서 일어난 흑인들의 데모로 1974년 폐지.
2. 가봉 : 20세부터 자원입대 가능.[16]
3. 감비아 : 수도 반줄에서 일어난 흑인들의 데모로 1978년 폐지. 18세부터 입대 가능하다.
4. 나미비아 : 남아프리카 공화국의 영향으로 폐지. 18~25세 입대 가능하다.
5. 나이지리아 : 흑인들의 시위로 1966년 8월 폐지. 18세부터 입대 가능하다.
6. 남아프리카 공화국 : 아파르트헤이트 폐지 이후 들어선 만델라 정부가 단행한 헌법 개정으로 모병제로 전환. 18세부터 입대가능. 여성은 비전투병으로만 가능. 최소 2년간 근무해야 함.
7. 라이베리아 : 국민들의 큰 시위로 1899년 9월 폐지. 16세 이상 대상.
8. 레소토 : 영국의 영향으로 1930년부터 폐지. 18~24세 대상. 단, 여성은 장교로만 근무 가능.
9. 르완다 : 벨기에의 영향으로 1900년 2월 3일부터 폐지. 18세부터 입대 가능하다.
10. 마다가스카르 : 18~25세 남성에 한하여 모병. 1년 6개월간 군/사회복무. 국가헌병으로는 20~30세나 35세의 군경력자 모집.[17]
11. 말라위 : 영국의 영향으로 1955년 12월 12일부터 폐지. 18세부터 입대 가능하다. 보통 2년 간 현역 근무 이후, 5년 간 예비군으로 근무해야한다.
12. 모로코 : 유럽연합(EU)에 가입하기 위해 징병제를 폐지하였다. 종래 1년 6개월 이었다. 18세부터 입대 가능하다. 선택적 징병제. 징병자원의 폭주로 인하여 국왕이 1981년 선발 입대하도록 하였다. 이후 2006년 이슬람교의 종교법을 따른 헌법을 개정하여 징병제 폐지를 추진 중이다.
13. 모리타니 : 2012년부터 징병제 폐지. 18세부터 입대 가능.[18]
14. 보츠와나 : 1905년 흑인들의 데모와 영국의 영향으로 폐지.
15. 부르키나파소 : 여성은 전투 지원분야에만 한정하여 모병.
16. 부룬디 : 18세부터 입대가능. 병은 45세, 부사관은 50세, 장교는 55세에 무조건 퇴역해야함.
17. 세이셸 : 18세부터 입대가능. 그보다 어릴 경우 부모의 허락을 받아야 한다.
18. 상투메 프린시페 : 18세부터 입대가능.
19. 에스와티니 : 1966년 독립 직후 폐지. 18~30세의 남녀 모두 입대 가능.
20. 시에라리온 : 영국의 영향 및 국민들의 큰 데모로 1933년 폐지. 17.5세의 남녀 모두 입대 가능하며, 그보다 어릴 경우 부모의 허락을 받야야한다. HIV 테스트에서 음성이어야 한다.
21. 에티오피아 : 18세부터 입대 가능하나 유사시 징병 소집 가능.[19]
22. 우간다 : 18~26세를 대상으로 모병. 전문병은 18~30세. 9년간 복무. 시민권자와 중등교육 이수자만 복무가능. 18세 미만은 친권자의 허가 필요.[20]
23. 잠비아 : 영국의 영향으로 1940년 10월 31일부터 폐지. 18~27세를 대상으로 모병하며, 16~17세가 입대할 경우 부모의 허락을 받아야 한다. 시민권 자만 입대 가능하며, HIV 검사에서 음성이어야 가능하다. (외국인 입대 금지)
24. 지부티 : 프랑스의 영향으로 1958년 1월 5일부터 폐지. 본인의 지원에 의해 16~25세의 남성은 군사훈련만 이수할 수 있다.
25. 짐바브웨 : 18~24를 대상으로 모병. 여성도 입대 가능.[21]
26. 카메룬 : 흑인들의 시위로 1964년 11월 폐지. 모병자원의 최소 근무기간은 4년.
27. 케냐 : 흑인들의 시위로 1977년 8월 폐지. 18세부터 모병가능. 단, 최소 근무기간은 9년.
28. 콩고 민주 공화국 : 흑인들의 데모로 폐지.
29. 탄자니아 : 헌법 개정으로 모병제로 전환. 18세부터 모병 가능.

## 평가
- 유럽의 경우, 2000년대 이후 동구권 국가들이 북대서양조약기구(NATO)와 유럽연합(EU)가입을 조건으로 모병제로 전환한 경우가 많다.

- 역사, 정치, 문화적 동질성이 많은 중남미 국가에서는 현재 군대를 경찰로 전환하고자 하는 움직임이 중남미 국가 기구를 통해 활발히 이루어지고 있다.

- 대부분의 나라에서는 안 좋다는 의견과 좋다는 의견으로 갈린다.

## 같이 보기
- 병역, 징병제(민병제와 선택적 징병제 포함), 징병검사, 세병제, 용병
- 대한민국의 병역 제도, 사회복무제도
- 조선의 병역 제도, 대체복무제, 양심적 병역 거부
- 나라별 병역 제도
  - 대한민국의 병역 제도
  - 조선민주주의인민공화국의 병역 제도
  - 일본의 병역 제도
  - 미국의 병역 제도
  - 영국의 병역 제도
  - 이스라엘의 병역 제도
- 병력에 따른 나라 목록, 군대가 없는 나라 목록, 인구순 나라 목록
- 2004년 대한민국 프로 야구 병역 비리 사건, 2004년 병역비리
- 소년병, 연천군부대 총기 난사사건
- 대한민국 국군, 국방개혁 2020, 주한미군, 주일미군